# Oxygène (album)
Pour les articles homonymes, voir Oxygène (homonymie).
Albums de Jean-Michel Jarre
Les Granges Brûlées
(1973) Équinoxe
(1978)
Singles
1. Oxygène Part IV
Sortie : février 1977
2. Oxygène Part II
Sortie : 1977

Oxygène est le troisième album studio de Jean-Michel Jarre, sorti en 1976.
Vendu à environ 18 millions d'exemplaires dans le monde, il s'agit d'un des plus gros succès de l'histoire de la discographie française. En France, les ventes certifiées de l'album s'élèvent à 1 739 100 exemplaires. Oxygène reste un des albums de musique électronique les plus vendus de tous les temps.

## Enregistrement
Selon les indications de la pochette, l'album est enregistré dans le studio privé de Jean-Michel Jarre d'août à novembre 1976 et mixé au studio Gang à Paris.
Le musicien utilise ici les instruments suivants :
- ARP 2600
- EMS Synthi A.K.S
- EMS VCS3
- RMI Harmonic Synthesizer
- Orgue Farfisa Professional PP/222
- Orgue Eminent 310 Unique
- Mellotron M400
- Rhythmin' Computer (EKO ComputeRythm)
- Boite à rythme Korg Minipops-7[5]
- Pédales Electro Harmonix Small Stone et Electric Mistress

## Pochette
Pour le recto de la pochette de l'album, Jean-Michel Jarre a utilisé une peinture de Michel Granger, Oxygène, éditions Marquet. La photo au verso diffère suivant l'édition : l'édition originale montre une photo de Jean-Michel Jarre prise par David Bailey, tandis que sur la réédition (française) figure une photo de l'artiste faite par sa compagne de l'époque, l'actrice Charlotte Rampling.

## Accueil
Jean-Michel Jarre a eu beaucoup de difficultés à sortir cet album, celui-ci étant totalement instrumental et dépourvu de titre conçu comme single. Cependant, le succès a été au rendez-vous. La piste Oxygène Part IV sort en 45 tours et devient l'un des thèmes électroniques les plus célèbres de l'histoire.

## Liste des titres
| 1.    | Oxygène (Part I)   | 7:40  |
| 2.    | Oxygène (Part II)  | 8:09  |
| 3.    | Oxygène (Part III) | 2:55  |
| 4.    | Oxygène (Part IV)  | 4:15  |
| 5.    | Oxygène (Part V)   | 10:24 |
| 6.    | Oxygène (Part VI)  | 6:21  |
| 39:44 |                    |       |

## Classements
| Classement (1977)             | Meilleure position |
| ----------------------------- | ------------------ |
| Allemagne (Media Control AG)  | 8                  |
| Autriche (Ö3 Austria Top 40)  | 10                 |
| Australie (Kent Music Report) | 29                 |
| États-Unis (Billboard 200)    | 78                 |
| France (SNEP)                 | 1                  |
| Norvège (VG-lista)            | 9                  |
| Nouvelle-Zélande (RIANZ)      | 3                  |
| Pays-Bas (Mega Album Top 100) | 4                  |
| Royaume-Uni (UK Albums Chart) | 2                  |
| Suède (Sverigetopplistan)     | 3                  |

| Classement (1977) | Meilleure position |
| ----------------- | ------------------ |
| France (SNEP)     | 4                  |

## Certifications
| Pays                  | Certifications | Ventes certifiées | Date            |
| --------------------- | -------------- | ----------------- | --------------- |
| Canada (Music Canada) | Platine        | 100 000           | 1er janver 1985 |
| France (SNEP)         | Or             | 100 000           | 1977            |
| Royaume-Uni (BPI)     | Platine        | 300 000           | 19 février 1980 |

## Postérité
Plusieurs parties de l'album serviront d'habillage pour différents médias. Oxygène Part IV est d'abord utilisé en 1977 comme générique de l'émission radiophonique Basket sur Europe 1. Ce morceau sert également, jusqu'au début des années 1980, de générique pour le Hit Parade d'Europe 1 animé, tout comme Basket, par Jean-Loup Lafont. Il a aussi été utilisé pour la publicité lors de l'ouverture de l'autoroute de l'Est (A4). Par ailleurs, Oxygène Part II deviendra le générique de l'émission télévisée Tribune libre, présentée par Marc Gilbert.
Pour célébrer les vingt ans d'Oxygène, Jean-Michel Jarre compose une suite à cet album : Oxygène 7-13 (sorti en début d'année 1997). Ce dernier s'inscrit globalement dans le même style que l'original, en utilisant les mêmes instruments combinés avec des instruments électroniques plus modernes, mais se démarque par l'utilisation plus étendue des boîtes à rythmes dont le rendu se rapproche du courant techno en vogue dans les années 1990. En 2007, Jean-Michel Jarre réenregistre Oxygène en numérique haute définition, avec les mêmes instruments et en collant au plus près de l'original de 1976. Il en résulte l'album Oxygène: New Master Recording. Enfin, 40 ans après le premier album, un dernier opus, Oxygène 3, qui contient les parties 14 à 20, voit le jour en 2016 et vient ainsi boucler la trilogie Oxygène. Un coffret regroupant les trois albums et décliné en plusieurs formats (vinyles, CD...) est d'ailleurs publié à cette occasion en édition limitée sous le nom de Oxygène Trilogy.